# Combate de Membrillar
El Combate de Membrillar fue librado en la ribera norte del río Itata, en la actual comuna de Portezuelo, Provincia de Itata, Región de Ñuble, el día 20 de marzo de 1814, durante el período llamado Patria Vieja. En ella se enfrentaron la división del ejército patriota comandada por el coronel Juan Mackenna, y el ejército realista al mando de Gabino Gaínza. 

## Desarrollo
Mackenna se había situado en la zona del río Itata con una pequeña división del ejército patriota en febrero de 1814, mientras O´Higgins permanecía con el grueso del ejército en Concepción. Tras la toma de Talca por las fuerzas leales al Rey de España, Mackenna vio cortadas sus comunicaciones y quedó aislado en el fundo. O´Higgins decidió reunirse con él y salió de Concepción el 16 de marzo.
Mackenna había formado una buena posición defensiva, con tres baluartes apoyados en tres colinas, de modo que pudiesen protegerse mutuamente. Gaínza situó una vanguardia de 400 hombres en las lomas de Quilo, al sur del río Itata, con el fin de impedir la unión de las fuerzas patriotas. Cuando esta vanguardia, comandada por Manuel Barañao, fue derrotada en el Combate de Quilo (19 de marzo), Gaínza decidió atacar a Mackenna para después hacer lo propio con O'Higgins. Con tal fin reforzó su ejército con fuerzas provenientes de Chillán y cruzó el río Itata para atacar.
La lid comenzó de forma desorganizada e imprevista el 20 de marzo. Una orden mal interpretada de un oficial originó escaramuzas entre las avanzadas de ambos ejércitos, quienes llegaron combatiendo hasta el mismo fuerte ubicado en las inmediaciones. Los soldados realistas, en absoluto desorden, se lanzaron contra las trincheras patriotas, rodeando el campo de Membrillar, pero sólo a corta distancia de los contrincantes patriotas. Una carga de las fuerzas realistas fue detenida pero enseguida Barañao encabezó un segundo ataque, esta vez sobre el reducto central de Mackenna. Este envió al contraataque a destacamentos chilenos comandados por Santiago Bueras, el capitán Hilario Vial y el comandante Agustín Almanza, junto a soldados del Batallón de Auxiliares Argentinos encabezados por Marcos Balcarce. Este contraataque hizo retroceder a Barañao.
La lucha continuó por varias horas más, sucediéndose otros ataques de la infantería realista, que fueron rechazados. Cuando cayó la noche, la lluvia, y la oscuridad provocaron la disperción del ejército realista. Pese a esto, el coronel Mackenna no se percató de su ventaja y triunfo, y se dedicó a reparar los daños en sus fortificaciones, por lo que el ejército realista aprovechó la oportunidad de reorganizarse.
En la actualidad, en el camino ripiado que une el puente Confluencia sobre el río Ñuble, con la localidad de Ñipas, y muy cerca del caserío de Membrillar se encuentra un monolito que recuerda este hecho y que fue erigido por la Municipalidad de Portezuelo.